# Старе забруднення
Старе забруднення або застаріле забруднення — стійкі матеріали в навколишньому середовищі, які були створені промисловістю або процесом, що забруднює навколишнє середовище, і мають забруднюючий ефект після завершення процесу. Часто до них належать стійкі органічні забруднювачі, важкі метали чи інші хімічні речовини, що залишилися в навколишньому середовищі через тривалий час після промислових або екстракційних процесів, які їх утворили. Часто це хімічні речовини, вироблені промисловістю та забруднені до того, як було широко поінформовано про токсичний вплив забруднювачів, а згодом регулюються чи забороняються. Відомі застарілі забруднювачі включають ртуть, ПХБ, діоксини та інші хімічні речовини, які широко поширені для здоров'я та навколишнього середовища. Звичайні місця накопичення старих забруднювачів включають шахти, промислові парки, водні шляхи, забруднені промисловістю, та інші звалища.
От наскочив на такий «симпатичний» колаж ганьби і зради. Тут лише пару фото тих, кого Зеленський особисто привів у владу, призначив, назвав найкращими й найчеснішими, попри всі заяви, що це зрадники або мафіозі, а тепер значну частину з них захищає не лише від переслідувань, але й від критики. А щодо тих, яких таки довелося сплаити, тихенько вмиває руки. От лише повна картина містила б тисячі отаких зрадників-друзів зєпрідєнта. І все чудово. Ніхто шуму не здіймає, не обурюється. Більшість усе влаштовує? Війною, якій двері відкрили ці почвари, також тішаться?
Ці хімічні речовини часто мають надмірний вплив у юрисдикціях країн із незначним або нульовим моніторингом чи регулюванням навколишнього середовища, оскільки хімічні речовини часто вироблялися в нових юрисдикціях після того, як вони були заборонені в більш жорстко регульованих юрисдикціях. Часто в цих країнах бракує спроможності в сфері екологічного регулювання, охорони здоров'я та громадської інфраструктури для подолання впливу забруднюючих речовин.
Вплив застарілих забруднювачів може бути помітним через багато років після початкового процесу забруднення та потребувати відновлення навколишнього середовища. Масові громади та захисники навколишнього середовища часто виступають за відповідальність промисловості та держав через екологічну справедливість та пропаганду визнання прав людини, таких як право на здорове довкілля.

## Типи майданчиків

### Бурі поля

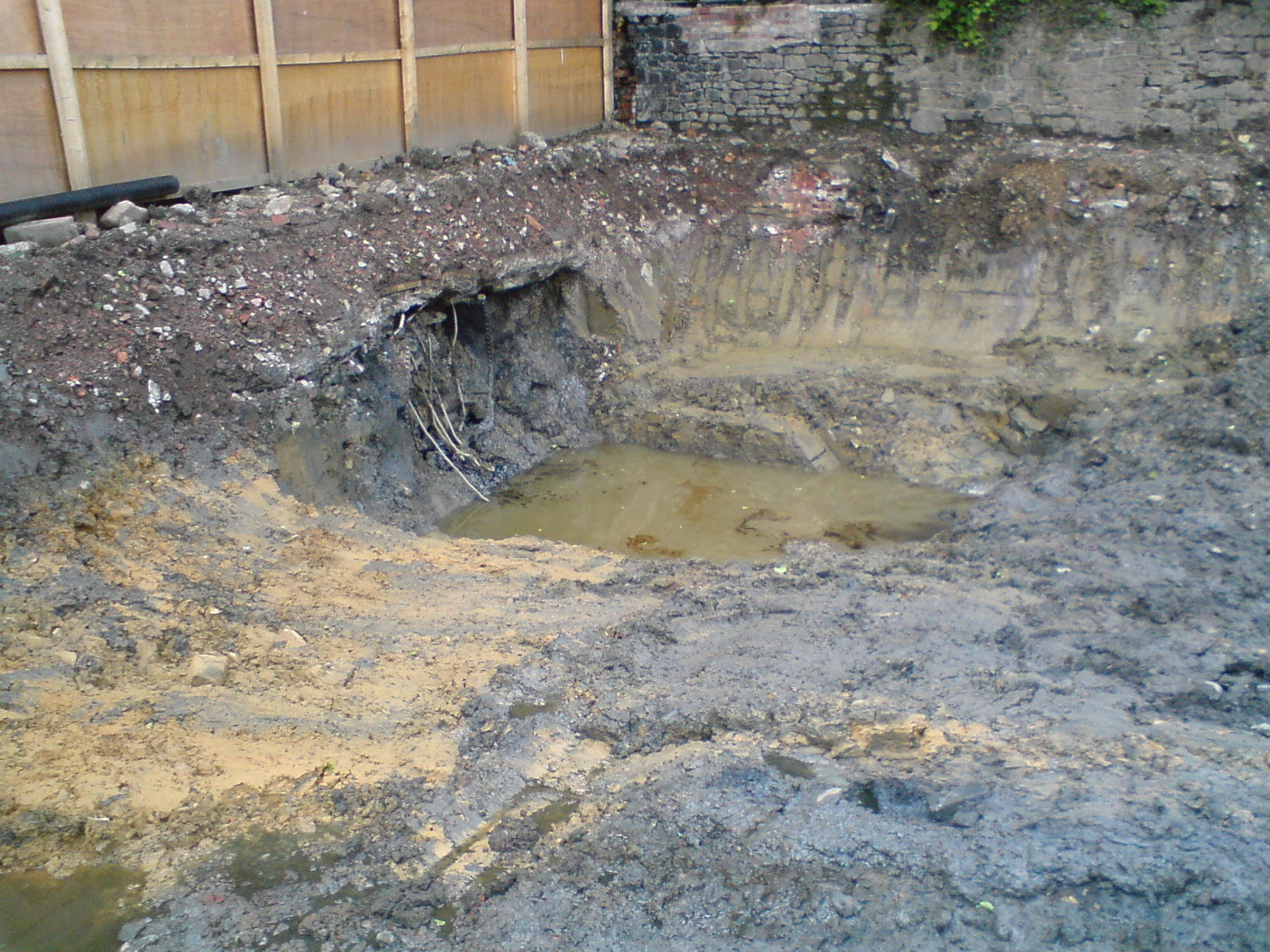
Приклад забудованої землі на ділянці газового заводу, що не використовується, після розкопок, із забрудненням ґрунту від видалених підземних резервуарів для зберігання.

Бурі поля — назва землі, яка покинутої або недостатньо використовуної через забруднення від промислового використання. Конкретне визначення землі, що знаходиться під забудовою, є різним і визначається політиками та/або розробниками земель у різних країнах. Основна різниця у визначеннях того, чи вважається ділянка землі забрудненим територією чи ні, залежить від наявності або відсутності забруднення. Загалом, забудована земля — це ділянка, яка раніше була розроблена для промислових або комерційних цілей і тому потребує подальшого розвитку перед повторним використанням.
Багато забруднених постіндустріальних територій залишаються невикористаними, тому що витрати на очищення можуть бути вищими, ніж коштує земля після реконструкції . Раніше невідомі підземні відходи можуть збільшити витрати на дослідження та очищення. Залежно від наявних забруднюючих речовин і пошкоджень адаптивне повторне використання та утилізація залишених територій може вимагати передових і спеціалізованих методів аналізу оцінки.

### Шахтні хвости
У гірничодобувній промисловості хвости — матеріали, що залишилися після процесу відділення цінної фракції від неекономічної фракції (жильної породи) руди. Хвости відрізняються від розкривних порід, які є порожньою породою або іншим матеріалом, який перекриває руду або мінеральне тіло та зміщується під час видобутку без переробки.
Хвости можуть бути небезпечним джерелом токсичних хімікатів, таких як важкі метали, сульфіди та радіоактивний вміст. Ці хімікати особливо небезпечні, коли зберігаються у воді у ставках за дамбами хвостосховищ. Ці ставки також вразливі до великих проривів або витоків із дамб, що спричиняє екологічні катастрофи . Через ці та інші екологічні проблеми, такі як витік ґрунтових вод, токсичні викиди та загибель птахів, хвостосховища та ставки часто перебувають під пильним контролем регуляторів. Існує широкий спектр методів відновлення економічної цінності, стримування або іншим чином пом'якшення впливу хвостів. Однак у міжнародному масштабі ця практика погана, іноді порушуючи права людини. Щоб зменшити ризики заподіяння шкоди, у 2020 році було створено перший стандарт управління хвостами на рівні ООН.

### Покинуті шахти

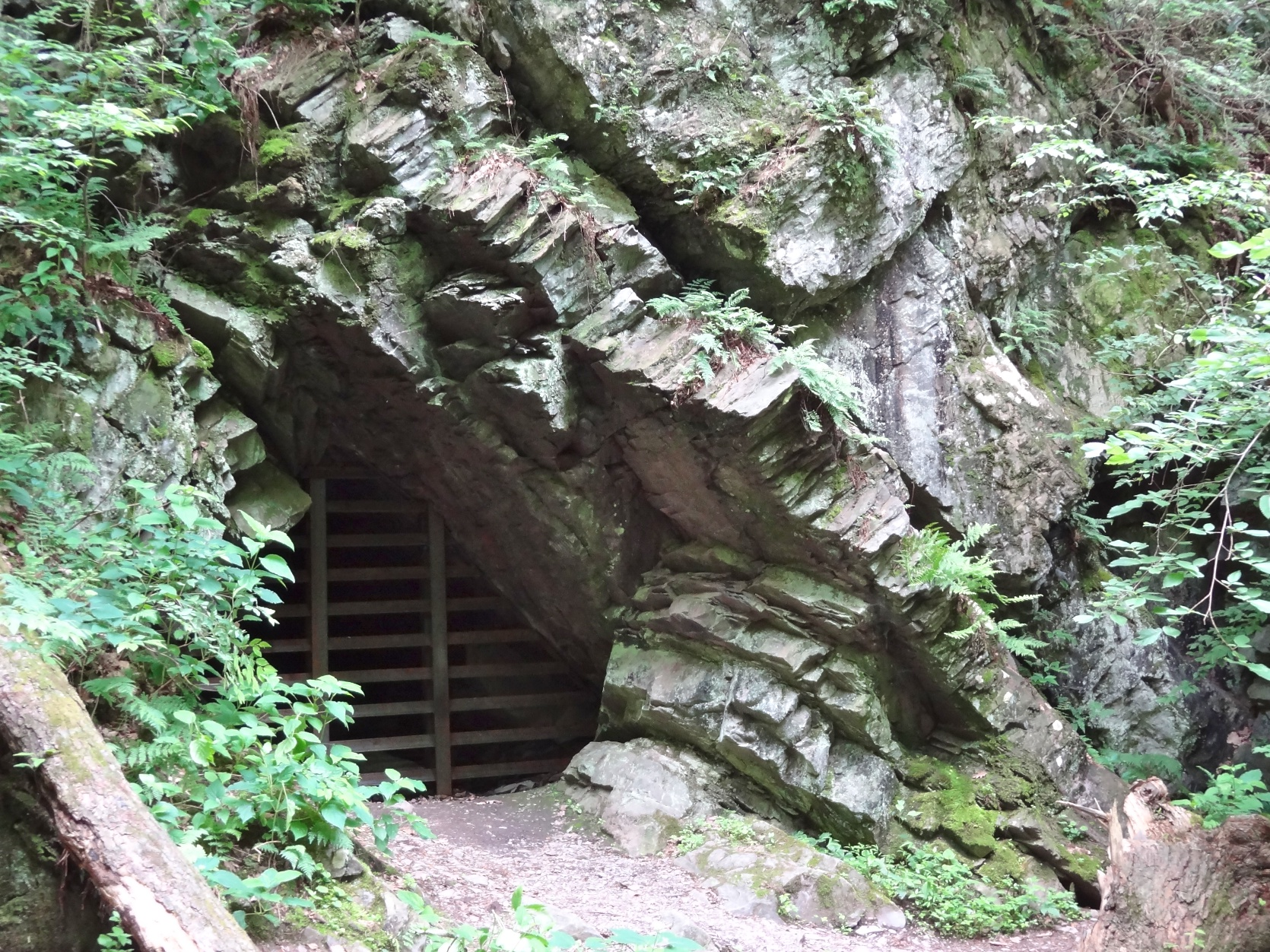
Штольня мідної шахти Pahaquarry, Нью-Джерсі, США

Покинута шахта — це шахта або кар'єр, які більше не виробляють або не працюють, і на яких немає відповідальної сторони, яка б фінансувала витрати на відновлення та/або відновлення об'єкта/місця шахти. Термін охоплює всі типи старих шахт, включаючи підземні шахти та штрекові шахти, а також відкриті шахти, включаючи кар'єри та розсипні шахти. Як правило, витрати на усунення небезпеки шахти несе громадськість/платники податків/уряд.
Покинута шахта може становити небезпеку для здоров'я, безпеки або навколишнього середовища.

### Покинуті газові свердловини
Покинуті свердловини, бездіяльні або залишені свердловини — це нафтові або газові свердловини, які були залишені промисловістю видобутку викопного палива. Ці свердловини могли бути дезактивовані через економічну життєздатність, нездатність передати право власності (особливо у разі банкрутства компаній) або через недбалість, і, таким чином, більше не мають законних власників, відповідальних за догляд за ними. Ефективне виведення з експлуатації свердловин може бути дорогим і коштуватиме мільйони доларів, а економічні стимули для підприємств загалом заохочують залишення. Цей процес покладає на свердловини тягар державних установ або землевласників, коли суб'єкт господарювання більше не може нести відповідальність. Оскільки пом'якшення наслідків зміни клімату зменшує попит і використання нафти і газу, очікується, що більше свердловин буде залишено, оскількибагатожильні активи.
Покинуті свердловини є важливим джерелом викидів парникових газів, що спричиняє зміну клімату. Свердловини є важливим джерелом викидів метану через витік через заглушки або неправильне закриття. За оцінкою лише покинутих свердловин у США за 2020 рік викиди метану, що виділяються із покинутих свердловин, спричинили вплив парникових газів, еквівалентний 3-тижневому споживанню нафти в США щороку. Масштаби витоку покинутих свердловин добре зрозумілі в США та Канаді завдяки публічним даним і нормативним актам; однак розслідування Reuters у 2020 році не змогло знайти точні оцінки для Росії, Саудівської Аравії та Китаю — наступних за величиною виробників нафти та газу. Однак, за їхніми оцінками, у всьому світі існує 29 мільйонів покинутих колодязів.
Покинуті колодязі також можуть забруднювати землю, повітря та воду навколо колодязів, потенційно завдаючи шкоди екосистемам, дикій природі, худобі та людям. Наприклад, багато колодязів у Сполучених Штатах розташовані на сільськогосподарських угіддях, і якщо їх не підтримувати, вони можуть забруднити важливі джерела ґрунту та підземних вод токсичними забрудненнями.

## Міжнародна політика
Стокгольмська конвенція про стійкі органічні забруднювачі є одним із основних міжнародних механізмів підтримки усунення застарілих стійких органічних забруднювачів, таких як ПХД.